# Zay Nuba
Zay Nuba (Madrid, 26 de noviembre de 1975) es una actriz española.

## Biografía
Zay nació en Madrid, España. Su madre, española, funcionaria de la embajada de Egipto, había conocido allí al padre de Zay, destinado por el país egipcio a la misma embajada.
Después de terminar secundaria, se marchó a los Estados Unidos para aprender inglés. Se licenció en la Universidad de Madrid en Filología árabe. Su oportunidad de debutar en el cine le llegó a los 26 años de la mano de Enrique Urbizu en la película La vida mancha, en 2003.